# Patrick Raynal (acteur)
Pour les articles homonymes, voir Patrick Raynal et Raynal.
Patrick Raynal est un acteur français.

## Biographie

### Jeunesse et formation
En 1971, il suit les études au Conservatoire de Lille. De 1973 à 1976, il suit les cours d'art dramatique au Conservatoire national supérieur de Paris, promotion 1976, avec pour enseignants Antoine Vitez, Jean-Paul Roussillon, Pierre Debauche, Claude Régy, Jean-Laurent Cochet, Lise Delamare…

### Vie privée
En septembre 1995, il épouse la comédienne Virginie Ledieu, fille de Marion Game. Ils ont deux enfants : Arthur et Aurélien.

## Théâtre

### Comédien
- 1975 : On loge la nuit-café à l'eau de Jean-Michel Ribes, mise en scène de l'auteur, Espace Pierre Cardin
- 1975 : La Folle de Chaillot de Jean Giraudoux, mise en scène Gérard Vergez, Théâtre de l'Athénée
- 1976 : Par delà les marronniers de Jean-Michel Ribes, mise en scène Pierre Boutron
- 1977 : La Mouette d'Anton Tchekhov, mise en scène Pierre Franck
- 1978 : Le Pont japonais de Leonard Spigelgass, mise en scène Gérard Vergez, Théâtre Antoine
- 1979 : La Fausse Suivante de Marivaux, mise en scène Jean-François Rémi
- 1980 : L'Escalade de Victor Haïm, mise en scène Georges Werler
- 1981 : Outrages aux bonnes mœurs d'Éric Westphal, mise en scène Jean-Louis Martin-Barbaz, Théâtre Hébertot
- 1982 : L'Importance d'être Constant d'Oscar Wilde, mise en scène Pierre Boutron
- 1983 : Fragments de Murray Schisgal, mise en scène Danièle Chutteau
- 1984 : Le Misanthrope de Molière, mise en scène Philippe Ferran
- 1985 : Comme de mal entendu de Peter Ustinov, mise en scène Michel Bertay, Théâtre de la Madeleine
- 1985 : Le Menteur de Corneille, mise en scène Françoise Seigner
- 1986 : Le Pool en eau de Robert Poudérou, mise en scène Régis Santon
- 1986 : Tel quel de William M. Hoffman, mise en scène Gérard Vergez, Studio des Champs-Élysées (nommé aux Molières 1987)
- 1987 : Le Misanthrope de Molière, mise en scène Françoise Petit
- 1987 : L'Hurluberlu de Jean Anouilh, mise en scène Gérard Vergez, Théâtre du Palais-Royal
- 1988 : Une femme sans histoire d'Albert Ramsdell Gurney, mise en scène Bernard Murat, Comédie des Champs-Élysées
- 1989 : Le Mariage de Figaro de Beaumarchais, mise en scène Jean Danet
- 1991 : En conduisant Miss Daisy d'Alfred Uhry, mise en scène Gérard Vergez, Théâtre Antoine
- 1991 : Pleins Feux de Mary Orr, mise en scène Éric Civanyan, Théâtre de la Michodière, Théâtre Antoine
- 1993 : La Nuit de Michel-Ange de Philippe Faure, mise en scène Jean-Paul Lucet, Théâtre des Célestins
- 2002 : Un air de famille d'Agnès Jaoui et  Jean-Pierre Bacri
- 2002 : Becket ou l'Honneur de Dieu de Jean Anouilh, mise en scène Didier Long
- 2003 : 13 à table de Marc-Gilbert Sauvajon, mise en scène Olivier Macé et Jean-Pierre Dravel
- 2007 : La Vérité toute nue de David Lodge, mise en scène Christophe Correia, Théâtre Marigny
- 2010 : Charlotte Corday de Daniel Colas, mise en scène de l'auteur, Théâtre des Mathurins
- 2012 : Tapage en coulisses de Michael Frayn, mise en scène Didier Caron, tournée
- 2016 : La Louve de Daniel Colas, (nommé aux Molières 2017) Théâtre La Bruyère
- 2019 : N'écoutez pas, mesdames ! de Sacha Guitry, mise en scène Nicolas Briançon, Théâtre de la Michodière

### Mise en scène
- Key West de Jacques Josselin, Théâtre du Conservatoire

## Filmographie

### Cinéma
- 1975 : Que la fête commence de Bertrand Tavernier : Un laquais
- 1975 : Section spéciale de Costa-Gavras : Pierre
- 1977 : François le Champi d'après George Sand, de Lazare Iglesis, adapté par Alain Quercy : François le Champi
- 1984 : Les Cavaliers de l'orage de Gérard Vergez : Capt. Desplaques
- 1984 : La Triche de Yannick Bellon : René Villedieu
- 1988 : Encore de Paul Vecchiali : Frantz
- 1989 : Bille en tête de Carlo Cotti : Raoul
- 1989 : Le Café des Jules de Paul Vecchiali : Robert
- 1990 : La Fille du magicien de Claudine Bories : Bruno
- 1999 : L'Homme de ma vie de Stéphane Kurc : Le policier dépressif
- 2005 : À vot' bon cœur de Paul Vecchiali : Reporter
- 2009 : Streamfield, les carnets noirs de Jean-Luc Miesch : Le banquier
- 2014 : N'importe qui de Raphaël Frydman : Le beau-père
- 2015 : Mon roi de Maïwenn : Denis Jézéquel

### Télévision

#### Téléfilms
- 1973 : Ma femme et l'enfant de Gérard Gozlan
- 1974 : Le Pain noir de Serge Moati
- 1976 : François le Champi de Lazare Iglesis
- 1976 : Les Mystères de Loudun de Gérard Vergez
- 1977 : L'Enlèvement du régent : Le Chevalier d'Harmental de Gérard Vergez
- 1979 : La Petite Fadette de Lazare Iglesis
- 1980 : Les Maîtres sonneurs de Lazare Iglesis
- 1981 : L'Homme de Hambourg de Jean-Roger Cadet
- 1982 : Une voix la nuit de Yannick Andréi
- 1982 : Le Pic des trois seigneurs de Gérard Guillaume
- 1982 : Aide-toi... de Jean Cosmos
- 1983 : Richelieu ou la Journée des dupes de Jean-Dominique de La Rochefoucauld : Louis XIII
- 1984 : L'An Mil, de Jean-Dominique de La Rochefoucauld
- 1985 : Mort carnaval de Daniel Van Cutsem
- 1986 : Une femme innocente de Pierre Boutron
- 1988 : La Vie en panne de Agnès Delarive
- 1989 : Les Jurés de l'ombre de Paul Vecchiali
- 1990 : Irina, impair et passe de Abder Isker
- 1990 : Fleur bleue de Jean-Pierre Ronssin
- 1992 : Récivide de Franck Appréderis
- 1993 : Pleins Feux de Marion Sarraut
- 1994 : La Colline aux mille enfants de Jean-Louis Lorenzi
- 1998 : Bonnes Vacances de Pierre Badel
- 1998 : Un taxi dans la nuit d'Alain-Michel Blanc
- 1999 : Les Hirondelles d'hiver d'André Chandelle
- 1999 : Le Mystère Parasuram de Michel Sibra
- 1999 : Le Record d'Edwin Baily
- 2001 : Le Marathon du lit de Bruno Gantillon
- 2001 : Le Vieil Ours et l'Enfant de Maurice Bunio
- 2001 : L'Ami Fritz de Jean-Louis Lorenzi
- 2001 : Les Semailles et les Moissons de Christian François
- 2001 : L'Héritier de Christian Karcher
- 2002 : Les Sarments de la révolte de Christian François
- 2002 : La Surface de réparation de Bernard Favre
- 2003 : Le Camarguais de Patrick Volson : Paddy
- 2004 : La Tresse d'Aminata de Dominique Baron
- 2005 : Lucas Ferré : Le Plaisir du mal de Marc Angelo
- 2006 : Jeanne Poisson, marquise de Pompadour de Robin Davis
- 2006 : Mémoire de glace de Pierre-Antoine Hiroz
- 2006 : Nuages de Alain Robillard
- 2008 : À droite toute de Marcel Bluwal
- 2009 : Comme un jeu d'enfants de Daniel Janneau
- 2009 : L'École du pouvoir de Raoul Peck
- 2010 : Le Pain du diable de Bertrand Arthuys
- 2011 : J'étais à Nüremberg de André Chandelle
- 2011 : L'Amour en jeu de Jean-Marc Seban
- 2013 : Meurtres à Saint-Malo de Lionel Bailliu
- 2016 : La Femme aux cheveux rouges de Thierry Peythieu
- 2018 : La Révolte des innocents de Philippe Niang
- 2021 : Le Prix de la trahison de François Guérin
- 2021 : Pour te retrouver de Bruno Garcia
- 2022 : Les Mystères de la duchesse d'Emmanuelle Dubergey : Georges Decourcelles

#### Séries télévisées
- 1986 : La Gageure des trois commères dans la Série rose de Michel Boisrond
- 1988-1991 : Euroflics : le commissaire Nicolas Villars (8 épisodes)
- 1994-1999 : Extrême Limite : Colbert (49 épisodes)
- 1995-1996 : Le R.I.F. créée par Roger Guillot et Fabrice Roger : Keller (4 épisodes)
- 1995-1999 : Anne Le Guen réalisée par Stéphane Kurc : le  maire Charles Dubois (6 épisodes)
- 1997 : PJ, épisode Piège
- 1997 : Un et un font six : Muller (2 épisodes)
- 1998 : Le JAP, juge d'application des peines, épisode Le dernier round
- 2000 : Docteur Sylvestre, épisode In extrémis
- 2001 : Louis Page, épisode Le choix de Thomas
- 2001 : Nestor Burma, épisode N'appelez pas la police
- 2002-2006 : Sous le soleil : Olivier Kieffer (17 épisodes)
- 2003 : Dock 13 : François
- 2003 : Les Cordier, juge et flic, épisode La sorcière
- 2003 : Une femme d'honneur, épisode Double coeur
- 2003 : Le Camarguais, épisode Paddy
- 2005 : Julie Lescaut de Daniel Janneau : Jean Nobel (saison 15, épisode 3 : Une affaire jugée)
- 2009 : Joséphine, ange gardien, épisode Joséphine fait de la résistance
- 2005-2010 : SOS 18 de Didier Cohen et Alain Krief : Jeannot Garrec (35 épisodes)
- 2011, 2014 et 2020: Camping Paradis : M. Guy (saison 3, épisode 2), Antoine Tardieu (saison 5, épisode 6) et Jean-Claude (saison 11, épisode 1)
- 2013 : Section de recherches : Pierre Colini (saison 7, épisode 1)
- 2013 : Commissaire Magellan, épisodes À l'épreuve du feu et Chasse gardée
- 2014 : Crimes et botanique de Bruno Garcia : Jacques-Antoine Regnancourt (saison 1, épisode 2)
- 2014 : Ceux de 14 d'Olivier Schatzky : le général (2 épisodes)
- 2015 et 2017 : En famille : Yann le Kervelec (saisons 4 et 6)
- 2016 : Un village français : Hector Lanzac
- 2017 : Transferts d'Olivier Guignard et Antoine Charreyron : Docteur Vautier
- 2017 : La Stagiaire, épisode Sept ans de malheur
- 2018 : Au-delà des apparences d'Éric Woreth : Jean-Louis Lechevallier
- 2019 : Olivia de Thierry Binisti
- 2019 : Crimes parfaits, épisode Pas de Fumée Sans Feu
- 2022 : Visions d'Akim Isker : Dr Simon Faubert

## Doublage
Sources : RS Doublage, Doublage Séries Database et Planète Jeunesse.

### Cinéma

#### Films
- Robert Forster dans :
  - Charlie's Angels : Les Anges se déchaînent ! (2003) : Roger Wixon
  - Autómata (2014) : Robert Bold
  - What They Had (en) (2018) : Burt
  - El Camino : Un film Breaking Bad (2019) : Ed Galbraith
  - The Wolf of Snow Hollow (en) (2020) : le shérif Hadley

- Peter Mullan dans :
  - Neds (2011) : le père McGill
  - Cheval de guerre (2011) : Ted Narracott
  - Hercule (2014) : Sitacles
  - Mowgli : La Légende de la jungle (2018) : Akela
  - Baghead (2023) : Owen Lark

- Ray Winstone dans :
  - Hors de contrôle (2010) : Darius Jedburgh
  - London Boulevard (2010) : Gant
  - The Sweeney (2012) :  l'inspecteur Jack Regan
  - Gentlemen cambrioleurs (2018) : Danny Jones

- Ray Stevenson dans :
  - Divergente (2014) : Marcus Eaton
  - Divergente 2 : L'Insurrection (2015) : Marcus Eaton
  - Divergente 3 : Au-delà du mur (2016) : Marcus Eaton
  - Final Score (2018) : Arkady Belav

- Jack McGee dans :
  - Fighter (2010) : George Ward
  - Hell Driver (2011) : Fat Lou
  - Happy New Year (2011) : Jed

- Rade Šerbedžija dans :
  - La Petite Venise (2011) : Bepi
  - Taken 2 (2012) : Murad
  - La Légende d'Hercule (2014) : Chiron

- Tom Conti dans :
  - StreetDance 2 (2012) : Manu
  - The Dark Knight Rises (2012) : le prisonnier
  - Oppenheimer (2023) : Albert Einstein

- Vinnie Jones dans :
  - Arnaques, Crimes et Botanique (1998) : Big Chris
  - 60 secondes chrono (2000) : le Sphinx

- Danny DeVito dans :
  - Man on the Moon (1999) : George Shapiro
  - Virgin Suicides (1999) : Dr Horniker

- Tom Sizemore dans :
  - À tombeau ouvert (1999) : Tom Wolls
  - Pearl Harbor (2001) : Earl Sistern

- Takeshi Kitano dans :
  - Battle Royale (2000) : le professeur Kitano
  - Zatoichi (2003) : Zatoichi / Ichi

- Tom Skerritt dans :
  - Les Larmes du Soleil (2003) : Bill Rodes
  - Bonneville (en) (2006) : Emmett

- Stephen Lang dans :
  - Memories (2004) : M. Travitt
  - Mortal Engines (2018) : Shrike

- Powers Boothe dans :
  - Sin City (2005) : le sénateur Roark
  - Sin City : J'ai tué pour elle (2014) : le sénateur Roark

- Nicholas Campbell dans :
  - De l'ombre à la lumière (2005) : Sporty Lewis
  - Books of Blood (2020) : Sam

- Tom Bower dans :
  - La colline a des yeux (2006) : le gérant de la station service
  - Raymond et Ray (2022) : Harris, le père décédé (voix)

- Jeff Fahey dans : 
  - Machete (2010) : Michael Booth
  - Alita: Battle Angel (2019) : McTeague

- Kevin Dunn dans : 
  - Warrior (2011) : Joe Zito
  - Jobs (2013) : Gil Amelio

- James Gandolfini dans : 
  - Cogan : La Mort en douce (2012) : Mickey
  - Quand vient la nuit (2014) : le cousin Marv

- Bill Smitrovich dans :
  - Ted (2012) : Frank
  - Ted 2 (2015) : Frank

- John Goodman dans :
  - Les Stagiaires (2013) : Sammy
  - Transformers: The Last Knight (2017) : Hound[n 1] (voix)

- Gregg Henry dans : 
  - Les Gardiens de la Galaxie (2014) : le grand-père de Peter Quill
  - Les Gardiens de la Galaxie Vol. 3 (2023) : le grand-père de Peter Quill

- Tim Rose dans : 
  - Star Wars, épisode VII : Le Réveil de la Force (2015) : l'amiral Ackbar
  - Star Wars, épisode VIII : Les Derniers Jedi (2017) : l'amiral Ackbar

- Tommy Flanagan dans :
  - Les Gardiens de la Galaxie Vol. 2 (2017) : Tullk
  - Sleeping Dogs (2024) : Jimmy Remis

- Andrzej Grabowski dans :
  - Finis les contes de fées ? (en) (2022) : le grand-père de Waldek
  - Finis les contes de fées ? 2 (2024) : le grand-père de Waldek

- Al Pacino dans :
  - Knox (2023) : Xavier Crane
  - The Ritual : L'Exorcisme d'Emma Schmidt (2025) : le père Theophilus Riesinger (en)

- 1998 : Ennemi d'État : Faux Brill (Gabriel Byrne)
- 1998 : Sexcrimes : Art Maddox (Dennis Neal)
- 1999 : La 6e Victime : le détective Oh (Hang-Seon Jang)
- 1999 : Magnolia : Dr Landon (Don McManus)
- 2000 : Les Initiés : David Drew (Bill Sage)
- 2000 : Coyote Girls : Pete (Victor Argo)
- 2000 : The Yards : Elliott (Joe Lisi)
- 2000 : Fréquence interdite : lui-même (Brian Greene)
- 2002 : The Extremists : Pavlov (Klaus Löwitsch)
- 2003 : Underworld : Singe (Erwin Leder)
- 2003 : Veronica Guerin : John Gilligan (Gerard McSorley)
- 2003 : Matrix Reloaded : le maître des clés (Randall Duk Kim)
- 2003 : La Recrue : Bill Rudolph (Ron Lea)
- 2003 : House of Sand and Fog : l'officier de police (Karl Makinen)
- 2003 : Attraction fatale : Landlord (Michael Webber)
- 2005 : Le Territoire des morts : Foxy (Tony Nappo (en))
- 2005 : Goal! : le président du club de football (Peter Rnic)
- 2005 : Romanzo criminale : la Voix (Toni Bertorelli)
- 2007 : Le Rêve de Cassandre : le patron de Terry (Jim Carter)
- 2008 : Che, 2e partie : Guerilla : Capitaine Vargas (Jordi Mollà)
- 2008 : Taken : Stuart (Xander Berkeley)
- 2009 : In the Air : Samuels (Steve Eastin)
- 2010 : The Killer Inside Me : Bum / The Stranger / Visitor (Brent Briscoe)
- 2010 : Date limite : le Air Marshall (Steven M. Gagnon)
- 2011 : Killer Elite : le colonel Z (Tony Porter)
- 2011 : La Dame de fer : Alexander Haig (Matthew Marsh)
- 2012 : John Carter : Powell (Bryan Cranston)
- 2012 : L'Ombre du mal : le colonel Eldridge (Jimmy Yuill)
- 2012 : Blanche-Neige et le Chasseur : Beith (Ian McShane)
- 2012 : Bel-Ami : M. Rousset (Colm Meaney)
- 2012 : Magic Mike : Sal (James Martin Kelly)
- 2012 : Cold Blood : Chet (Kris Kristofferson)
- 2012 : Skyfall : Kincade (Albert Finney)
- 2012 : Promised Land : Gerry Richards (Ken Strunk)
- 2012 : Django Unchained : Marshall Gil Tatum (Tom Wopat)
- 2013 : Big Bad Wolves : Tsvika (Dvir Benedek)
- 2013 : Hitchcock : Geoffrey Shurlock (Kurtwood Smith)
- 2013 : Pacific Rim : le vieil homme sur la plage (David Fox)
- 2013 : Le Dernier Exorcisme 2 : Frank (Muse Watson)
- 2013 : Promised Land : Gerry Richards (Ken Strunk)
- 2013 : The Mortal Instruments : La Cité des ténèbres : Hodge Starkweather (Jared Harris)
- 2013 : American Nightmare : M. Halverson (Chris Mulkey)
- 2013 : Le Loup de Wall Street : Max Belfort (Rob Reiner)
- 2013 : Suspect : Mike Rule (Ron Holmstrom)
- 2014 : The Homesman : Buster Shaver (Barry Corbin)
- 2014 : Les Nouveaux Sauvages : l'avocat de Mauricio (Osmar Núñez)
- 2014 : Sabotage : Stan Morris (Tim Ware)
- 2015 : The Ridiculous 6 : Cicero (Danny Trejo)
- 2015 : The Big Short : Le Casse du siècle : voix additionnelles
- 2015 : L'Honneur des guerriers : Auguste (Ahn Sung-ki)
- 2015 : Régression : le chef de la police (Peter MacNeill)
- 2016 : Comancheria : Marcus Hamilton (Jeff Bridges)
- 2016 : Florence Foster Jenkins : Dr Hermann (John Sessions)
- 2016 : À ceux qui nous ont offensés : le propriétaire des chiens (Peter Wight)
- 2017 : Underworld: Blood Wars : Cassius (James Faulkner)
- 2017 : Transformers: The Last Knight : Bulldog (Mark Ryan) (voix)
- 2017 : Bienvenue à Suburbicon : Hightower (Jack Conley)
- 2017 : My Cousin Rachel : voix additionnelles
- 2018 : Three Billboards : Les Panneaux de la vengeance : le père Montgomery (Nick Searcy)
- 2018 : El aviso (es) : Héctor (Antonio Dechent)
- 2018 : A Star Is Born : Matty (Michael D. Roberts)
- 2018 : The Predator : Sapir (Niall Matter)
- 2019 : L'Art du mensonge : Dr Livesey (Michael Culkin)
- 2019 : The Irishman : Angelo Bruno (Harvey Keitel)
- 2019 : The Corrupted (en) : Raymond Ellery (David Hayman)
- 2020 : The Good Criminal : l'agent Sam Baker (Robert Patrick)
- 2020 : Nocturne : Roger (John Rothman)
- 2021 : Fou de toi : Dr Rodriguez (Ferran Rañé) et le père de Carla (Jordi Bosch)
- 2021 : Those Who Wish Me Dead : le shérif (Boots Southerland)
- 2021 : Bartkowiak (en) : le président de Sanstal (Jerzy Schejbal)
- 2021 : Reminiscence : Walter Sylvan (Brett Cullen)
- 2021 : Le Loup et le Lion : le grand-père d'Alma (Jean Drolet)
- 2021 : Le Dernier Duel : le prêtre de Le Gris (John Kavanagh)
- 2021 : Le Joueur d'échecs : Dr Fink (Johannes Zeiler)
- 2021 : Many Saints of Newark - Une histoire des Soprano : « Buddha » (Joey Diaz)
- 2022 : Ambulance : Papi (A Martinez)
- 2022 : Là où chantent les écrevisses : le juge Sims (Dane Rhodes)
- 2022 : She Said : Irwin Reiter (Zach Grenier)
- 2022 : Johnny (de) : Roman Zalewski (Joachim Lamza)
- 2023 : La Petite Sirène : le pêcheur qui trouve Ariel [Qui ?]
- 2023 : Freestyle : ? (?)
- 2024 : The Fall Guy : l'Homme qui tombe à pic (Lee Majors)
- 2024 : Golden Kamui : Toshizo Hijikata (Hiroshi Tachi (en))
- 2024 : Le Flic de Beverly Hills : Axel F. : Jeffrey Friedman (Paul Reiser)
- 2024 : Brothers : le juge Farful (M. Emmet Walsh)
- 2024 : To the Moon : le sénateur Hopp (Gene Jones)

#### Films d'animation
- 2009 : Lutins d'élite, mission Noël : le danseur
- 2011 : La Colline aux coquelicots : Yoshio Onodera
- 2012 : Les Mondes de Ralph : Tapper
- 2013 : Turbo : le directeur de la course
- 2014 : Scooby-Doo et la Folie du catch : Vince McMahon
- 2017 : Coco : Chicharrón
- 2017 : L'Étoile de Noël : le vieil âne, père de Bo
- 2018 : Destination Pékin ! : Larry[n 2],[n 3]
- 2018 : Ralph 2.0 : Tapper
- 2021 : Justice Society: World War II : Franklin D. Roosevelt
- 2021 : Tout droit sortie de nulle part : Scooby-Doo rencontre Courage le chien froussard : le maire Saunders
- 2022 : Bob's Burgers, le film (en) : Bob Belcher
- 2022 : Catwoman: Hunted : Roman Sionis / Black Mask
- 2023 : Justice League: Warworld : Warlord
- 2023 : Wish, Asha et la bonne étoile : Sabino[n 4]
- 2023 : Migration : l'oncle Dan[n 5]
- 2024 : Le Seigneur des anneaux : La Guerre des Rohirrim : le seigneur Thorne
- 2025 : Batman Ninja vs. Les Yakuzas : James Gordon et Ubu

### Télévision

#### Téléfilms
- Michael Woods dans :
  - Une vie brisée (2007) : Ray
  - Au nom de la passion (2007) : Michael

- 2007 : Johnny Kapahala : M. Clark (Peter Feeney)
- 2012 : Au cœur de la famille : Ray (Jeff Fahey)
- 2012 : Un bébé devant ma porte : Farmer (Arnie Walters)
- 2013 : Ma vie avec Liberace : Joe Carracappa (Garrett M. Brown)
- 2013 : Les Pendules de Noël : Joe (Richard Fitzpatrick)
- 2013 : Un millier de flocons : Paul Lewis (Dan Willmott)
- 2015 : Bonne fortune et mauvais œil : Jose (Joaquim de Almeida)
- 2015 : Briseuse de couple : George Brixton (Barry Blake)
- 2023 : Disparition au palace : Steve Weissner (Tim Campbell)

#### Séries d'animation
- 1994 : The Terrible Thunderlizards : le général Galapagos
- 2007 : Team Galaxy : Monsieur Canaries (saison 2, épisode 13 - création de voix)
- 2011 : Star Wars: The Clone Wars : Castas, Robonino, Osi Sobeck et Garnac
- depuis 2011[n 8] : Bob's Burgers : Bob Belcher
- 2016 : Lego Star Wars : L'Aube de la résistance : l'amiral Ackbar
- 2016-2017 : Lego Star Wars : Les Aventures des Freemaker : l'amiral Ackbar
- 2018 : Lego Star Wars: All-Stars (en) : l'amiral Ackbar
- 2019 : Ashita no Joe : Danpeï (2e voix)[n 9]
- 2019 : La Ligue des justiciers : Nouvelle Génération : Henchy (2e voix), M'comm M'orzz, Sensei (2e voix), Abra Kadabra (2e voix), Orm / Ocean Master (2e voix), Silas Stone, Der'chow, Robotman et Orion
- 2021 : Arcane : Hoskel (saison 1)
- 2024 : Creature Commandos : voix additionnelles

### Jeux vidéo
- 2012 : Call of Duty: Black Ops II : Frank Woods âgé
- 2013 : Crysis 3 : Karl Ernst Rasch[n 10]
- 2014 : Assassin's Creed Rogue : Sampson[n 10],[6]
- 2015 : Star Wars: The Old Republic: Knights of the Fallen Empire : l'empereur Valkorion[n 10]
- 2015 : Assassin's Creed Syndicate : Jack l'Eventreur : voix additionnelles[n 10]
- 2015 : Tom Clancy's Rainbow Six: Siege : Kaid
- 2016 : Sherlock Holmes: The Devil's Daughter : voix additionnelles[n 10]
- 2017 : Star Wars Battlefront II : l'Amiral Ackbar[n 10]
- 2017 : La Terre du Milieu : L'Ombre de la guerre : voix additionnelles[n 10]
- 2017 : StarCraft: Remastered : DuGalle[n 10] (extension Brood War)
- 2018 : Far Cry 5 : Merle Briggs[n 10]
- 2018 : Lego Les Indestructibles : Reflux[6]
- 2018 : Assassin's Creed Odyssey : Pythagore[n 10],[6]
- 2018 : Thronebreaker: The Witcher Tales : le conteur[n 10]
- 2018 : Gwent: The Witcher Card Game : le conteur
- 2019 : Anthem : voix additionnelles[n 10]
- 2019 : Star Wars Jedi: Fallen Order : voix additionnelles[n 10]
- 2020 : Star Wars: Squadrons : l'amiral Ackbar[n 10]
- 2020 : Assassin's Creed Valhalla : Styrbjorn vieux[n 10]
- 2023 : Star Wars Jedi: Survivor : Bravo[n 10]
- 2023 : Diablo IV : le narrateur

## Distinctions

### Récompense
- 1994 : Award du meilleur acteur au festival de Denver (États-Unis) pour son rôle dans La Colline aux mille enfants

### Nominations
- 1987 : Nomination pour le Molière du comédien dans un second rôle pour Tel quel
- 2017 : Nomination pour le Molière du comédien dans un second rôle pour La Louve